# Notoxus manitoba
Notoxus manitoba es una especie de coleóptero de la familia Anthicidae.

## Distribución geográfica
Habita en Manitoba (Canadá).